# Cesare Cremonini (Sänger)

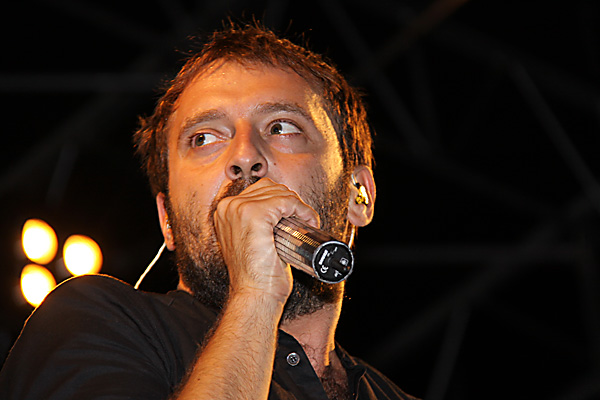
Cesare Cremonini (2009)

Cesare Cremonini (* 27. März 1980 in Bologna) ist ein italienischer Sänger, Songwriter und gelegentlicher Filmschauspieler. Nach seinem erfolgreichen Debüt in der Band Lùnapop 1999 startete er 2002 eine nicht minder erfolgreiche Solokarriere.

## Karriere
Cremonini lernte schon als Kind Klavier. Nachdem er über ein Queen-Album den Rock entdeckt hatte, gründete er Mitte der 90er-Jahre die Schülerband Senza filtro, mit der er in Lokalen und bei Schulveranstaltungen auftrat. Diese ging 1999 in die Band Lùnapop über, die um die Jahrtausendwende mit ihrem Debütalbum enormen Erfolg hatte. Nach der Auflösung der Band 2001 begann Cremonini eine Solokarriere, in Zusammenarbeit mit dem ehemaligen Lùnapop-Bassisten Nicola „Ballo“ Balestri. 2002 war er zunächst als Hauptdarsteller im Film Un amore perfetto an der Seite von Martina Stella zu sehen, danach veröffentlichte er sein erstes Soloalbum Bagus. Es enthielt mehrere erfolgreiche Singles, darunter das Lied Vieni a vedere perché, das bis auf Platz drei der Singlecharts gelangte. 2003 erschien eine Sonderedition des Albums.
Nach Aufnahmen in den Londoner Abbey Road Studios legte Cremonini 2005 sein zweites Soloalbum Maggese vor. Die erfolgreichste Single daraus war Marmellata #25. Aus der darauf folgenden ausgedehnten Tournee ging 2006 das Livealbum 1+8+24 hervor. 2007 schrieb der Musiker die Filmmusik für das Doku-Drama I giorni dell’odio (Canale 5), im Jahr darauf veröffentlichte er sein drittes Album Il primo bacio sulla luna, dem die Single Dicono di me vorausging. Mit Le ali sotto ai piedi legte er 2009 ein autobiographisches Buch vor. 2010 erschien die Kompilation 1999-2010 The Greatest Hits, auf der Cremonini sowohl Lùnapop-Hits als auch seine eigenen Erfolge versammelte. Außerdem enthielt das Album zwei neue Lieder: Mondo (mit Jovanotti) und Hello! (mit Malika Ayane), beide Top-10-Hits in den Singlecharts.
Nach einer Tournee unterschrieb der Musiker 2011 einen neuen Plattenvertrag mit Universal. Im selben Jahr übernahm er in Pupi Avatis Il cuore grande della ragazze auch seine zweite Filmrolle. Die Single Il comico (Sai che risate) kündigte 2012 das vierte Studioalbum La teoria dei colori an. Das von Gianni Morandi im Soundtrack des Films Padroni di casa von Edoardo Gabriellini gesungene Lied Amor mio brachte Cremonini als Autor einen Nastro d’Argento für den besten Filmsong ein. 2013 hatte der Musiker mit der Single La nuova stella di Broadway einen Hit und war mit Gastbeiträgen auf den Alben Max 20 von Max Pezzali und Fisico & politico von Luca Carboni zu hören, bevor er sich 2014 mit einem eigenen Album zurückmeldete: Logico #1 erreichte als erstes Soloalbum Cremoninis die Spitze der Albumcharts. Auch der Titelsong und die Single GreyGoose waren erfolgreich.
Es folgten eine Tournee und ein weiteres Livealbum (Più che logico 2015, mit vier neuen Liedern). Ende 2015 erschien das Boxset Logico Project sowie die Weihnachtssingle Eccolo qua il Natale – Una notte tra tante für Radio DeeJay. Nach knapp zwei Jahren Pause erschien 2017 Cremoninis neue Single Poetica, die das sechste Studioalbum Possibili scenari einleitete. Dieses erreichte erneut die Chartspitze und wurde Ende 2018 als Possibili scenari per piano e voce in einer Akustikversion (nur Gesang und Klavier) neu aufgelegt.

## Diskografie

### Studioalben
| Jahr | Titel Musiklabel                 | Höchstplatzierung, Gesamtwochen, AuszeichnungChartplatzierungen (Jahr, Titel, Musiklabel, Platzierungen, Wochen, Auszeichnungen, Anmerkungen) | Höchstplatzierung, Gesamtwochen, AuszeichnungChartplatzierungen (Jahr, Titel, Musiklabel, Platzierungen, Wochen, Auszeichnungen, Anmerkungen) | Anmerkungen                                                 |
| Jahr | Titel Musiklabel                 | IT | CH | Anmerkungen                                                 |
| ---- | -------------------------------- | --- | --- | ----------------------------------------------------------- |
| 2002 | Bagus Warner                     | IT9 Gold (2024) · (51 Wo.)IT | — | Erstveröffentlichung: 15. November 2002 Verkäufe: + 25.000  |
| 2003 | Bagus (Special Edition) Warner   | IT49 (6 Wo.)IT | — | Erstveröffentlichung: 2003                                  |
| 2005 | Maggese Warner                   | IT7 (22 Wo.)IT | — | Erstveröffentlichung: 10. Juni 2005                         |
| 2008 | Il primo bacio sulla luna Warner | IT6 Platin · (58 Wo.)IT | — | Erstveröffentlichung: 26. September 2008 Verkäufe: + 50.000 |
| 2012 | La teoria dei colori Universal   | IT2 ×2Doppelplatin · (90 Wo.)IT | — | Erstveröffentlichung: 22. Mai 2012 Verkäufe: + 100.000      |
| 2014 | Logico #1 Universal              | IT1 Platin · (50 Wo.)IT | — | Erstveröffentlichung: 6. Mai 2014 Verkäufe: + 50.000        |
| 2017 | Possibili scenari Universal      | IT1 ×2Doppelplatin · (74 Wo.)IT | — | Erstveröffentlichung: 24. November 2017 Verkäufe: + 100.000 |
| 2022 | La ragazza del futuro Universal  | IT2 Gold · (21 Wo.)IT | CH75 (1 Wo.)CH | Erstveröffentlichung: 25. Februar 2022 Verkäufe: + 25.000   |
| 2024 | Alaska Baby Universal            | IT1 Platin · (… Wo.)IT | — | Erstveröffentlichung: 29. November 2024 Verkäufe: + 50.000  |

### Livealben
| Jahr | Titel                           | Höchstplatzierung, Gesamtwochen, AuszeichnungChartsChartplatzierungen (Jahr, Titel, Platzierungen, Wochen, Auszeichnungen, Anmerkungen) | Anmerkungen                                           |
| Jahr | Titel                           | IT | Anmerkungen                                           |
| ---- | ------------------------------- | --- | ----------------------------------------------------- |
| 2006 | 1+8+24 Warner                   | IT37 (13 Wo.)IT | Erstveröffentlichung: 27. November 2006               |
| 2015 | Più che logico – Live Universal | IT2 Platin · (42 Wo.)IT | Erstveröffentlichung: 26. Mai 2015 Verkäufe: + 50.000 |
| 2022 | Cremonini Live: Stadi 2022      | IT5 (8 Wo.)IT | Erstveröffentlichung: 28. Oktober 2022                |

### Kompilationen
| Jahr | Titel                                        | Höchstplatzierung, Gesamtwochen, AuszeichnungChartsChartplatzierungen (Jahr, Titel, Platzierungen, Wochen, Auszeichnungen, Anmerkungen) | Anmerkungen                                                                               |
| Jahr | Titel                                        | IT | Anmerkungen                                                                               |
| ---- | -------------------------------------------- | --- | ----------------------------------------------------------------------------------------- |
| 2010 | 1999-2010 The Greatest Hits Warner           | IT3 ×2Doppelplatin · (170 Wo.)IT | Erstveröffentlichung: 25. Mai 2010 Verkäufe: + 120.000                                    |
| 2015 | Logico Project Universal                     | IT28 (5 Wo.)IT | Erstveröffentlichung: 27. November 2015 bestehend aus Logico #1 und Più che logico – Live |
| 2019 | Cremonini 2C2C: The Best Of Virgin/Universal | IT1 Platin · (30 Wo.)IT | Erstveröffentlichung: 29. November 2019 Verkäufe: + 50.000                                |

### Singles
| Jahr | Titel Album                                         | Höchstplatzierung, Gesamtwochen, AuszeichnungChartsChartplatzierungen (Jahr, Titel, Album, Platzierungen, Wochen, Auszeichnungen, Anmerkungen) | Anmerkungen                                                                  |
| Jahr | Titel Album                                         | IT | Anmerkungen                                                                  |
| --- | --------------------------------------------------- | --- | ---------------------------------------------------------------------------- |
| 2002 | Gli uomini e le donne sono uguali Bagus             | IT8 (21 Wo.)IT | Erstveröffentlichung: 30. August 2002                                        |
| 2002 | Vieni a vedere perché Bagus                         | IT3 Platin (2019) · (17 Wo.)IT | Erstveröffentlichung: 4. November 2002 Verkäufe: + 50.000                    |
| 2003 | PadreMadre Bagus                                    | IT21 Gold (2024) · (14 Wo.)IT | Erstveröffentlichung: 10. März 2003 Verkäufe: + 50.000                       |
| 2003 | Latin Lover Bagus                                   | IT20 Gold (2024) · (12 Wo.)IT | Erstveröffentlichung: 16. Juni 2003 Verkäufe: + 50.000                       |
| 2003 | Gongi-Boy Bagus (Special Edition)                   | IT13 (9 Wo.)IT | Erstveröffentlichung: 17. November 2003                                      |
| 2005 | Marmellata #25 Maggese                              | IT11 ×2Doppelplatin (2021) · (18 Wo.)IT | Erstveröffentlichung: 16. Mai 2005 Verkäufe: + 140.000                       |
| 2005 | Maggese                                             | IT41 (3 Wo.)IT | Erstveröffentlichung: 11. September 2005                                     |
| 2006 | Le tue parole fanno male Maggese                    | IT38 (1 Wo.)IT | Erstveröffentlichung: 9. Juni 2006                                           |
| 2006 | Ancora un po’ Maggese                               | IT48 (1 Wo.)IT | Erstveröffentlichung: 4. August 2006                                         |
| 2006 | Dev’essere così 1+8+24                              | — | Platz 12 (10 Wochen) der Downloadcharts                                      |
| 2008 | Dicono di me Il primo bacio sulla luna              | IT10 Platin (2018) · (16 Wo.)IT | Erstveröffentlichung: 20. Mai 2008 Verkäufe: + 50.000                        |
| 2008 | Le sei e ventisei Il primo bacio sulla luna         | IT31 Gold (2024) · (6 Wo.)IT | Erstveröffentlichung: 26. September 2008 Verkäufe: + 50.000                  |
| 2009 | Figlio di un re Il primo bacio sulla luna           | IT24 (18 Wo.)IT | Erstveröffentlichung: 23. Januar 2009                                        |
| 2010 | Mondo 1999-2010 The Greatest Hits                   | IT4 Platin · (30 Wo.)IT | Erstveröffentlichung: 23. April 2010 Verkäufe: + 30.000; feat. Jovanotti     |
| 2010 | Hello! 1999-2010 The Greatest Hits                  | IT7 Gold · (21 Wo.)IT | Erstveröffentlichung: 1. Oktober 2010 Verkäufe: + 15.000; feat. Malika Ayane |
| 2012 | Il comico (Sai che risate) La teoria dei colori     | IT13 Platin · (29 Wo.)IT | Erstveröffentlichung: 20. April 2012 Verkäufe: + 30.000                      |
| 2012 | Una come te La teoria dei colori                    | IT30 Platin · (19 Wo.)IT | Erstveröffentlichung: 14. September 2012 Verkäufe: + 100.000                 |
| 2013 | La nuova stella di Broadway La teoria dei colori    | IT9 ×4Vierfachplatin · (46 Wo.)IT | Erstveröffentlichung: 1. Februar 2013 Verkäufe: + 400.000                    |
| 2013 | I Love You La teoria dei colori                     | IT38 (14 Wo.)IT | Erstveröffentlichung: 8. Juli 2013                                           |
| 2014 | Logico #1                                           | IT4 ×3Dreifachplatin · (42 Wo.)IT | Erstveröffentlichung: 27. März 2014 Verkäufe: + 300.000                      |
| 2014 | GreyGoose Logico #1                                 | IT16 ×2Doppelplatin · (43 Wo.)IT | Erstveröffentlichung: 29. August 2014 Verkäufe: + 100.000                    |
| 2015 | Buon viaggio (Share the Love) Più che logico – Live | IT6 ×4Vierfachplatin · (38 Wo.)IT | Erstveröffentlichung: 27. März 2015 Verkäufe: + 200.000                      |
| 2015 | Lost in the Weekend Più che logico – Live           | IT51 Platin · (20 Wo.)IT | Erstveröffentlichung: 4. September 2015 Verkäufe: + 50.000                   |
| 2015 | Eccolo qua il Natale – Una notte tra tante –        | IT2 (4 Wo.)IT | Erstveröffentlichung: 1. Dezember 2015 mit Massena Boys                      |
| 2017 | Poetica Possibili scenari                           | IT2 ×3Dreifachplatin · (33 Wo.)IT | Erstveröffentlichung: 3. November 2017 Verkäufe: + 300.000                   |
| 2018 | Nessuno vuole essere Robin Possibili scenari        | IT28 Platin · (15 Wo.)IT | Erstveröffentlichung: 23. Februar 2018 Verkäufe: + 50.000                    |
| 2018 | Kashmir-Kashmir Possibili scenari                   | IT77 Gold · (7 Wo.)IT | Erstveröffentlichung: 18. Mai 2018 Verkäufe: + 25.000                        |
| 2018 | Possibili scenari                                   | IT66 Gold · (1 Wo.)IT | Erstveröffentlichung: 12. Oktober 2018 Verkäufe: + 25.000                    |
| 2019 | Al telefono Cremonini 2C2C: The Best Of             | IT53 Gold · (3 Wo.)IT | Erstveröffentlichung: 15. November 2019 Verkäufe: + 35.000                   |
| 2021 | Colibri La ragazza del futuro                       | IT94 Gold · (1 Wo.)IT | Erstveröffentlichung: 1. Dezember 2021 Verkäufe: + 50.000                    |
| 2022 | La ragazza del futuro                               | IT87 Gold · (1 Wo.)IT | Erstveröffentlichung: 19. Januar 2022 Verkäufe: + 50.000                     |
| 2024 | Ora che non ho più te Alaska Baby                   | IT1 ×2Doppelplatin · (… Wo.)IT | Erstveröffentlichung: 23. September 2024 Verkäufe: + 200.000                 |
| 2025 | Nonostante tutto Alaska Baby                        | IT21 Gold · (… Wo.)IT | Erstveröffentlichung: 10. April 2025 Verkäufe: + 100.000; feat. Elisa        |
| Folgende Lieder erschienen nicht als Single, wurden aber durch das Album zum Download und Streaming bereitgestellt und konnten somit eine Platzierung erlangen: |                                                     | |                                                                              |
| |                                                     | |                                                                              |
| 2024 | San Luca Alaska Baby                                | IT28 (12 Wo.)IT | feat. Luca Carboni                                                           |
| 2024 | Aurora Boreali Alaska Baby                          | IT64 (1 Wo.)IT | feat. Elisa                                                                  |
| 2024 | Ragazze facili Alaska Baby                          | IT91 (1 Wo.)IT |                                                                              |
| 2024 | Alaska Baby                                         | IT93 (1 Wo.)IT |                                                                              |

Weitere Singles
- 2009: Il pagliaccio
- 2009: L’altra metà
- 2015: Io e Anna – IT: Gold (25.000+)[3]
- 2020: Giovane stupida
- 2020: Ciao
- 2022: Chimica

### Gastbeiträge
| Jahr | Titel Album    | Höchstplatzierung, Gesamtwochen, AuszeichnungChartsChartplatzierungen (Jahr, Titel, Album, Platzierungen, Wochen, Auszeichnungen, Anmerkungen) | Anmerkungen                                                                     |
| Jahr | Titel Album    | IT | Anmerkungen                                                                     |
| ---- | -------------- | --- | ------------------------------------------------------------------------------- |
| 2022 | Contrabbando – | IT74 (1 Wo.)IT | Erstveröffentlichung: 8. Juli 2022 Tropico feat. Cesare Cremonini & Fabri Fibra |

## Filmografie
- 2002: Un amore perfetto
- 2011: Il cuore grande delle ragazze

## Bibliografie
- Cesare Cremonini: Le ali sotto ai piedi. Rizzoli, 2009, ISBN 978-8817-03228-5.

## Belege
1. 1 2 3  Chartquellen (Alben):
  - Guido Racca & Chartitalia: Top 100 FIMI Album. Lulu, 2013, S. 92 f.
  - Alben von Cesare Cremonini. In: Italiancharts.com. Hung Medien, abgerufen am 4. Dezember 2024.
2. ↑  Chartquelle: Schweiz
3. 1 2 3 4 5 6 7 8 9 10 11 12 13 14 15 16 17 18 19 20 21 22 23 24 25 26 27 28 29 30 31 32 33 34 35  Certificazioni Cesare Cremonini. FIMI, abgerufen am 19. August 2025.
4. 1 2  Chartquellen (Singles):
  - Guido Racca & Chartitalia: Top 100 FIMI Singoli. Lulu, 2013, S. 81.
  - Archivio classifiche Top Singoli. FIMI, abgerufen am 19. August 2025 (italienisch).
5. ↑  Guido Racca & Chartitalia: Top 100 FIMI Singoli. Lulu, 2013, S. 173.

| Personendaten    | Personendaten                                         |
| ---------------- | ----------------------------------------------------- |
| NAME             | Cremonini, Cesare                                     |
| KURZBESCHREIBUNG | italienischer Sänger, Songwriter und Filmschauspieler |
| GEBURTSDATUM     | 27. März 1980                                         |
| GEBURTSORT       | Bologna                                               |